# موش‌ها و آدم‌ها (فیلم ۱۹۳۹)
موش‌ها و آدم‌ها (به انگلیسی: Of Mice and Men) فیلم درام ۱۱۱ دقیقه‌ای به کارگردانی لوئیس مایلستون با بازی بورگس مریدیت، بتی فیلد، و لان چینی جونیور، چارلز بیکفورد، باب استیل و نوا بیری جونیور محصول سال ۱۹۳۹ است.

## داستان
این فیلم داستان دو کارگر مهاجر مزرعه در کالیفرنیا را در دوران رکود بزرگ روایت می‌کند: جورج میلتون و لنی اسمال، که با وجود چالش‌های فراوان، رویای مشترکی دارند که روزی بتوانند بر روی تکه زمینی متعلق به خودشان ساکن شوند.
آن‌ها به مزرعه‌ای نزدیک شهر سلداد می‌رسند و با کندی، کارگر سالخورده‌ای که تنها یک دست دارد، آشنا می‌شوند. پس از ملاقات با جکسون، صاحب مزرعه، آن‌ها با کرلی، پسر خشن مالک مزرعه، روبه‌رو می‌شوند. شرایط وقتی بدتر می‌شود که همسر اغواگر و حیله‌گر کرلی، می، با سایر کارگران مزرعه معاشرت و عشوه‌گری می‌کند. جورج به لنی دستور می‌دهد که با می صحبت نکند و حتی به او نگاه نکند، زیرا احساس می‌کند این زن می‌تواند برای آن‌ها دردسرساز شود.
کندی پیشنهاد می‌دهد که با جورج و لنی همراه شود تا بتوانند با هم یک مزرعه بخرند، و این رویا به نظر نزدیک‌تر می‌آید. کرلی در آسایشگاه کارگران صحنه‌سازی می‌کند و پس از اینکه کارگران به او می‌خندند، لنی را می‌بیند که می‌خندد. کرلی به لنی حمله کرده و او را از تختش بیرون می‌کشد و به صورتش مشت می‌زند. وقتی جورج به لنی می‌گوید که از خود دفاع کند، لنی دست کرلی را می‌شکند. اسلیم، یکی از کارگران، به کرلی اولتیماتوم می‌دهد که اگر این ماجرا را به پدرش بگوید، حقیقت را برای همه فاش خواهد کرد. کرلی مجبور می‌شود به همه بگوید که دستش در یک دستگاه گیر کرده است.
با وجود تلاش‌های اسلیم برای پنهان کردن حقیقت، می متوجه واقعیت می‌شود. وقتی می سعی می‌کند با لنی مهربان باشد، جورج به او می‌گوید به خانه برگردد. اما می این کار را نمی‌کند و ادعا می‌کند حق دارد با هر کسی که می‌خواهد صحبت کرده و معاشرت کند.
صبح روز بعد، می با کرلی روبه‌رو می‌شود و او را "بزدلی با دست فلج" می‌نامد. کرلی به او می‌گوید که ازدواجشان تمام شده و به‌دلیل رفتار بی‌بندوبارش با کارگران، از مزرعه اخراج خواهد شد. قبل از اینکه بتواند مزرعه را ترک کند، می وارد طویله می‌شود تا با چند توله‌سگ اسلیم بازی کند و لنی را در حال گریه می‌بیند. لنی به او می‌گوید که توله‌سگش را کشته، زیرا تلاش کرده بود او را گاز بگیرد. می درباره رویاهای خود پیش از ازدواج با کرلی به لنی می‌گوید، رویاهایی که کرلی آن‌ها را نابود کرده است. وقتی لنی می‌گوید عاشق نوازش چیزهای نرم است، می به او اجازه می‌دهد موهایش را نوازش کند. اما وقتی لنی موهای او را محکم می‌کشد، می شروع به مقاومت و فریاد می‌کند. لنی که می‌خواهد او را ساکت کند، ناخواسته با شکستن گردن او را می‌کشد.
وقتی کندی و جورج جسد می را پیدا می‌کنند، به دیگران خبر می‌دهند و جمعیتی برای کشتن لنی گرد هم می‌آید. جورج لنی را پیدا می‌کند و برای اینکه او را از مرگ دردناک نجات دهد، پیش از رسیدن جمعیت، با شلیک گلوله‌ای به پشت سرش او را می‌کشد.